# 三孢半内生钩丝壳
三孢半内生钩丝壳（学名：Pleochaeta shiraiana）是属于白粉菌目白粉菌科半内生钩丝壳属的一种真菌，寄生在榆科植物上。该种分布于中国、日本、非洲南部等地。